# Pechbonnieu
Pechbonnieu is een gemeente in het Franse departement Haute-Garonne (regio Occitanie). De plaats maakt deel uit van het arrondissement Toulouse. Pechbonnieu telde op 1 januari 2022 4.792 inwoners.

## Geografie
De oppervlakte van Pechbonnieu bedroeg op 1 januari 2022 7,52 vierkante kilometer; de bevolkingsdichtheid was toen 637,2 inwoners per km².

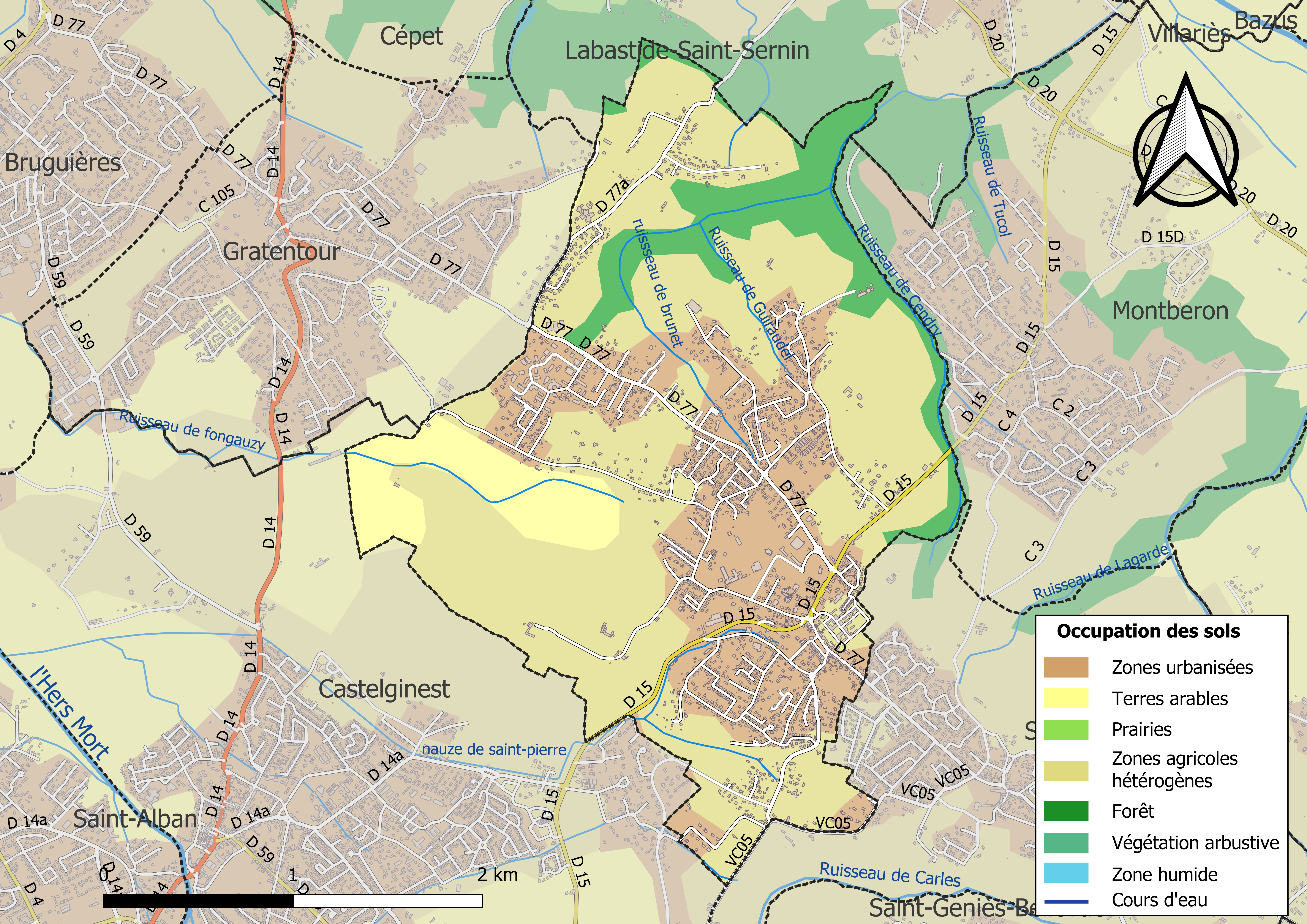
Kaart van de gemeente met belangrijkste infrastructuur, bodemgebruik en omliggende gemeenten

## Demografie
De figuur toont het verloop van het inwonertal (bron: INSEE-tellingen).